# Bobby Farrelly
Robert Leo Farrelly Jr., plus connu sous le nom Bobby Farrelly, est un réalisateur, scénariste et producteur américain né le 17 juin 1958 à Cumberland (Rhode Island).
Il est le plus jeune des frères Farrelly, aux côtés de son aîné Peter. Le duo est connu pour avoir réalisé et produit des comédies, dont Dumb and Dumber, L'Amour extra-large, Fous d'Irène, Mary à tout prix et le remake de 2007 du Brise-cœur. Ils entament ensuite chacun une carrière en solo.

## Biographie

### Famille
Bobby Farrelly grandit à Cumberland auprès de sa mère Mariann, une infirmière praticienne, et de son père, le Dr Robert Leo Farrelly. Ses grands-parents ont migré depuis l'Irlande vers les Etats-Unis. Plus haut dans l'arbre généalogique, Bobby a également des origines polonaises,.

### Éducation
Il est diplômé de l'Institut polytechnique Rensselaer, dans laquelle il était entré grâce à une bourse de hockey.

### Carrière
Au milieu des années 1990, Bobby et son frère Peter débutent en participant à l'écriture de l'épisode 10 de la saison 4 de la série télévisée Seinfeld, intitulé "The Virgin (en) et diffusé en 1992. Ensuite, ils écrivent, réalisent et produisent leur premier long métrage Dumb and Dumber. Sorti en 1994, cette comédie avec Jim Carrey et Jeff Daniels rencontre un immense succès au box-office mondial avec près de 250 millions de dollars récoltés. Ils enchainent avec Strike, sorti en 1996. Situé dans l'univers du bowling, il s'agit d'une nouvelle comédie, cette fois avec Woody Harrelson, Randy Quaid, Vanessa Angel et Bill Murray. Contrairement à leur premier film, celui-ci ne rencontre pas le succès commercial. Les deux frères vont cependant renouer avec le succès avec leur comédie suivante, Mary à tout prix, sortie en 1998. Le film avec Ben Stiller et Cameron Diaz récoltent 369 884 651 $ dans le monde. Ils participent ensuite à la production et à l'écriture de Les Années lycée (1999) de Michael Corrente.
Les frères Farrelly retrouvent ensuite Jim Carrey pour la comédie noire Fous d'Irène (2000), qui totalisent 149 270 999 $ dans le monde. Ils réalisent ensuite Osmosis Jones (2001), qui mélange prises de vues réelles et animation. La même sort également L'Amour extra-large, avec Gwyneth Paltrow et Jack Black. Le film récolte plus de 140 millions de dollars dans le monde.
Peter et Bobby enchainent avec Deux en un (2003), avec Matt Damon et Greg Kinnear. Le film ne répond pas aux attentes côté box-office. Ils adaptent ensuite le roman Carton jaune de Nick Hornby dans Terrain d'entente (2005). Leur film suivant, Les Femmes de ses rêves (2007), est également une adaptation mais cette fois d'un autre film : Le Brise-cœur (1972) d'Elaine May.
En 2011 sort Bon à tirer (BAT), avec Owen Wilson et Jason Sudeikis. Produit pour un budget de 36 millions, le film en récolte 86 millions au box-office. Les frères Farrelly réalisent ensuite Les Trois Corniauds (2012), qui adapte les aventures de la célèbre troupe Les Trois Stooges. Le film ne récolte que 54 millions de dollars dans le monde. 
En 2014, les deux frères réalisent Dumb and Dumber De, la suite de leur succès de 1994. C'est un succès aux États-Unis lors de sa sortie le 14 novembre 2014, au point de se propulser en tête du box-office avec 38 millions de dollars de recettes engrangées au démarrage. En dix semaines, il a déjà récolté près de 86 millions de dollars de recettes. À l'international, Dumb and Dumber De engrange 80,9 millions de dollars supplémentaires, portant le total à 166,7 millions de dollars pour les recettes mondiales. Il s'agit de leur dernière réalisation ensemble au cinéma.
En 2016, Bobby réalise deux épisodes de la saison 10 de la série télévisée canadienne Trailer Park Boys. En 2020, les deux frères réalisent la série The Now (en), diffusée sur Quibi (en).
En 2023, Bobby réalise son premier long métrage en solo : Champions. Il s'agit d'un remake du film espagnol du même nom sorti en 2018 de Javier Fesser. Woody Harrelson y incarne un entraîneur de basket-ball au tempérament imprévisible, contraint d'entraîner une équipe de joueurs handicapés dans le cadre d'un service communautaire. L'année suivante, il enchaine avec Dear Santa (2024), une comédie de Noël avec Jack Black.
Bobby réalise ensuite une nouvelle comédie, Driver's Ed, présentée au festival international du film de Toronto 2025,.

### Vie privée
Bobby Farrelly a épousé Nancy Farrelly en 1990. Le couple a deux fils et une fille. L'un des fils de Bobby est le comédien transgenre A. B. Farrelly.

## Filmographie
Sauf indication contraire, les informations mentionnées dans cette section peuvent être confirmées par la base de données cinématographiques IMDb,  présente dans la section « Liens externes ».

### Réalisateur
- 1994 : Dumb and Dumber (coréalisé avec Peter Farrelly)
- 1996 : Strike (Kingpin) (coréalisé avec Peter Farrelly)
- 1998 : Mary à tout prix (There's Something About Mary) (coréalisé Peter Bobby Farrelly)
- 2000 : Fous d'Irène (Me, Myself & Irene) (coréalisé avec Peter Farrelly)
- 2001 : Osmosis Jones (coréalisé avec Peter Farrelly)
- 2001 : L'Amour extra-large (Shallow Hal) (coréalisé avec Peter Farrelly)
- 2003 : Deux en un (Stuck On You) (coréalisé avec Peter Farrelly)
- 2003 : Blitt Happens (TV) (coréalisé avec Peter Farrelly)
- 2005 : Terrain d'entente (Fever Pitch) (coréalisé avec Peter Farrelly)
- 2007 : Les Femmes de ses rêves (The Heartbreak Kid) (coréalisé avec Peter Farrelly)
- 2011 : Bon à tirer (BAT) (Hall Pass) (coréalisé avec Peter Farrelly)
- 2012 : Les Trois Corniauds  (The Three Stooges) (coréalisé avec Peter Farrelly)
- 2014 : Dumb and Dumber De (Dumb and Dumber To) (coréalisé avec Peter Farrelly)
- 2016-2018 : Trailer Park Boys (série TV) - 4 épisodes
- 2018-2020 : Loudermilk (série TV) - 14 épisodes
- 2021 : The Now (série TV) - 10 épisodes
- 2023 : Champions
- 2024 : Dear Santa
- 2025 : Driver's Ed

### Producteur / producteur délégué
- 2018-2020 : Loudermilk (série TV) - 20 épisodes
- 2018 : Lez Bomb de Jenna Laurenzo
- 2024 : Dear Santa de lui-même

### Scénariste
- 1992 : Seinfeld (série TV) - 1 épisode
- 1994 : Dumb and Dumber des frères Farrelly
- 1995 : Max zéro malgré lui (Bushwhacked) de Greg Beeman (crédité sous le nom de Danny Byers)
- 1998 : Mary à tout prix (There's Something About Mary) des frères Farrelly
- 1999 : Les Années lycée (Outside Providence) de Michael Corrente
- 2000 : Fous d'Irène (Me, Myself & Irene) des frères Farrelly
- 2001 : L'Amour extra-large (Shallow Hal) des frères Farrelly
- 2003 : Deux en un (Stuck On You) des frères Farrelly
- 2007 : Les Femmes de ses rêves (The Heartbreak Kid) des frères Farrelly
- 2011 : Bon à tirer (BAT) (Hall Pass) des frères Farrelly
- 2012 : Les Trois Corniauds  (The Three Stooges) des frères Farrelly
- 2014 : Dumb and Dumber De (Dumb and Dumber To) des frères Farrelly